# 広島県道434号和知三次線
広島県道434号和知三次線（ひろしまけんどう434ごう わちみよしせん）は、広島県三次市を通る一般県道である。

## 概要
三次市和知町から三次市三次町に至る。国道183号庄原方面と三次市三次地区を短絡する路線。

### 路線データ
- 起点：広島県三次市和知町[2]（四拾貫交差点、国道183号交点）
- 終点：広島県三次市三次町[2]（三次中学校入口交差点、国道375号交点）
- 総延長：6,547.5 m[1]

## 歴史
- 1972年（昭和47年）11月24日 - 広島県告示第983号により認定される。

## 路線状況

### 重複区間
- 広島県道433号穴笠三次線予定（三次市畠敷町 - 三次市三次町・願万地交差点）

### 道路施設

#### 橋梁
- 旭橋（西城川、三次市三次町）

## 地理

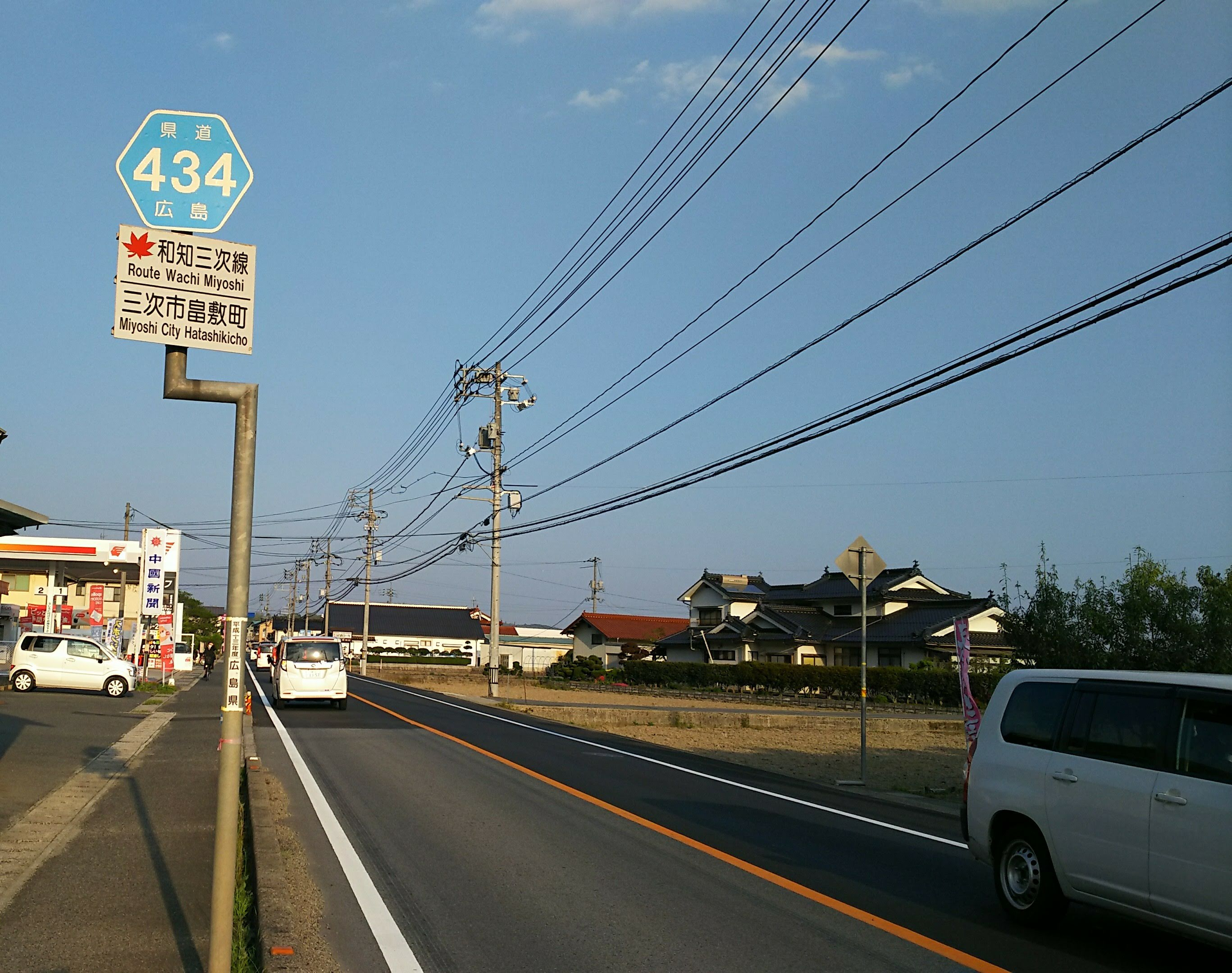
三次市畠敷町（2022年4月撮影）

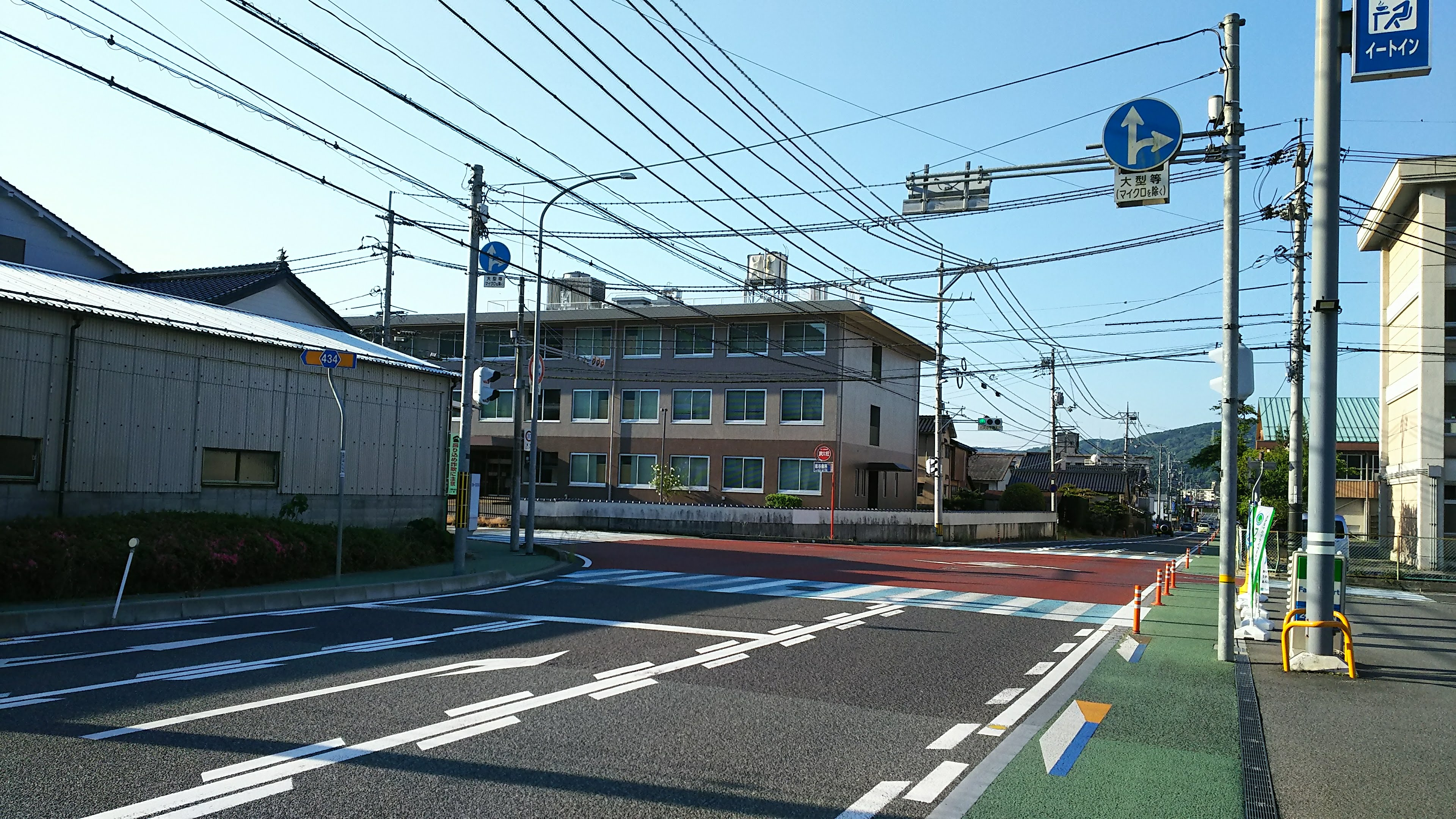
終点　三次中学校入口交差点（2022年5月撮影）

### 通過する自治体
- 広島県
  - 三次市

### 交差する道路
| 交差する道路                                                        | 交差する場所 | 交差する場所                                       |
| ------------------------------------------------------------------- | ------------ | -------------------------------------------------- |
| 国道183号                                                           | 和知町       | 四拾貫交差点 / 起点                                |
| E2A 中国自動車道 E54 尾道自動車道 E54 松江自動車道                  | 四拾貫町     | 三次東インター入口交差点 21-1 三次東IC 1 三次東JCT |
| 広島県道433号穴笠三次線未供用 重複区間起点                          | 畠敷町       |                                                    |
| 広島県道433号穴笠三次線未供用 重複区間終点                          | 三次町       | 願万地交差点                                       |
| 国道375号 国道433号 重複 国道434号 重複 広島県道39号三次高野線 重複 | 三次町       | 三次中学校入口交差点 / 終点                        |

### 沿線
- 広島地方裁判所三次支部
- 馬洗川
- 西城川
- 比叡尾山城跡
- 寺戸廃寺跡
- 尾関山公園
- 三次市立三次中学校